# La Motte (Côtes-d'Armor)
 La Motte  (en bretón Ar Voudenn) es una población y comuna francesa, situada en la región de Bretaña, departamento de Côtes-d'Armor, en el distrito de Saint-Brieuc y cantón de Loudéac.

## Demografía
| 1505 | 1473 | 1536 | 1834 | 1838 | 1773 |
| Para los censos de 1962 a 1999 la población legal corresponde a la población sin duplicidades (Fuente: INSEE [Consultar]) |      |      |      |      |      |